# Ace Backwords
Peter Labriola (sinh ngày 12 tháng 9 năm 1956), được biết đến với bút danh Ace Backwords là một tác giả người Mỹ và một cựu họa sĩ hoạt hình sống tại Berkeley, California.

## Thông tin
Backwords, tên khai sinh là Peter Labriola, đã xuất bản Twisted Image, một tờ báo lá cải punk rock, từ năm 1982 đến năm 1984 có các cuộc phỏng vấn với Johnny Rotten, Jello Biafra, Henry Rollins, Charles Bukowski, R. Crumb và Charles Schulz. Tên này cũng được sử dụng cho một bộ truyện tranh do ông tạo ra và phân phối cho các ấn phẩm độc lập. Từ năm 1989 đến năm 2004, Backwords và B. N. Duncan đã sản xuất Telegraph Avenue Calendar, trong đó có những người được chọn ở Berkeley là những người vô gia cư. Một bộ sưu tập truyện tranh của ông, cũng có tên là Twisted Image, được xuất bản bởi Loompanics vào năm 1991. Năm 1993, ông đã vẽ các đoạn truyện tranh gốc cho cuốn sách Nghệ thuật và Khoa học của Dumpster Diving của John Hoffman, cũng được xuất bản bởi Loompanics. Vào năm 2001, Loompanics đã xuất bản một cuốn sách phi hư cấu của Backwords, một loại sách hướng dẫn cho những người đường phố có tựa đề Surviving on the Streets: How To Go Down Without Going Out.
Năm 2009, Backwords xuất bản cuốn sách tiếp theo của mình, Acid Heroes, về những biểu tượng của thập niên 1960 như John Lennon, Ram Dass, Alan Watts, Hunter S. Thompson, R. Crumb và Jerry Garcia.
Ace Backwords đã viết cho San Francisco Herald.